# Salvatore Giannone
Salvatore Giannone (ur. 24 lipca 1936 w Trieście, zm. 3 sierpnia 2024 w Casercie) – włoski lekkoatleta, sprinter, złoty medalista uniwersjady w 1959, olimpijczyk.

## Kariera sportowa
Odpadł w półfinale biegu na 100 metrów na mistrzostwach Europy w 1958 w Sztokholmie.
Zwyciężył w sztafecie 4 × 100 metrów (w składzie: Giannone, Livio Berruti, Guido De Murtas i Giorgio Mazza) oraz zajął 4. miejsce w finale biegu na 200 metrów  na uniwersjadzie w 1959 w Turynie. Wystąpił na igrzyskach olimpijskich w 1960 w Rzymie, gdzie odpadł w ćwierćfinale biegu na 200 metrów, a włoska sztafeta 4 × 100 metrów w składzie: Armando Sardi, Pier Giorgio Cazzola, Giannone i Berruti zajęła w finale 4. miejsce. Ustanowiła wówczas rekord Włoch z czasem 40,0 s.
Rekordy życiowe Giannone:
- bieg na 200 metrów – 21,2 s (1960)